# زائدة مقحمة
الزائدة المقحمة (الإنترفكس) هي الزائدة التي تجعل بين متلازمين. تأتي الزيادة بالإقحام لتسهيل اللفظ في الغالب.
مثالها في العربية نون الوقاية، وألف المد التي تجعل بين همزتين كالتي بين همزة الاستفهام وهمزة ضمير المخاطب إذ يقال آأنت (أاأنت) بدلا من أأنت، مع تسهيل الهمزة الثانية.